# Newnham College
Il Newnham College è uno dei collegi costituenti l'Università di Cambridge. Ammette solo donne, sia undergraduate che postgraduate.

## Storia
È stato fondato nel 1871 in un periodo nel quale le lezioni furono aperte per la prima volta alle donne, in modo da poterle ospitare presso il Sidgwick Site dove sono presenti numerose facoltà. Tale fu la domanda che il collegio si espanse notevolmente nel successivo secolo, costruendo tre ulteriori case per la residenza delle studentesse, una biblioteca e un laboratorio. Pur se nella seconda parte del XX secolo si è ottenuta l'ammissione delle donne in tutti gli altri collegi, Newnham rimane per ora riservato a sole donne, insieme al Murray Edwards e al Lucy Cavendish.
Il collegio è stato anche fonte di ispirazione per Virginia Woolf nel suo saggio Una stanza tutta per sé.